# Rhynchodercetis
Genre
 Rhynchodercetis  est un genre éteint de poissons du Cénomanien, de la famille des Dercetidae. On le trouve notamment dans le gisement des couches à poissons du Mont Liban.

## Systématique
Le genre été décrit par le paléontologue français Camille Arambourg en 1943.

### Taxinomie
liste des espèces
- Rhynchodercetis gracilis Chalifa, 1989
- Rhynchodercetis hakelensis (Pictet & Humbert, 1866)
- Rhynchodercetis regio Blanco & Alvardo-Ortega, 2006
- Rhynchodercetis yovanovitchi Arambourg, 1954